# Ашикага
Ашикага (јап. 足利市) град је у Јапану у префектури Точиги. Према попису становништва из 2005. у граду је живело 159.756 становника.

## Становништво
Према подацима са пописа, у граду је 2005. године живело 159.756 становника.
| 1995.   | 2000.   | 2005.   |
| ------- | ------- | ------- |
| 165.828 | 163.140 | 159.756 |